# 叉喙兰
叉喙兰（学名：Uncifera acuminata）为兰科叉喙兰属下的一个种。